# Patrilinearita
Patrilinearita (z lat. pater, otec, a linea, rodová linie) je takové uspořádání společnosti, kde se osobní atributy, privilegia a majetek dědí v otcovské (agnátské) linii. Je to nejrozšířenější typ příbuzenského systému a v rozvinutějších společnostech se jiný nevyskytuje. Představuje radikální vymanění z biologických vazeb dítěte s matkou a převládnutí vazby kulturní - sňatku jako smlouvy. Patrilinearita proto patrně souvisí s monogamií a dítě se do společnosti nerodí, nýbrž je do ní teprve po porodu přijato otcem.
Výrazně patrilineární (a navíc patriarchální) byly zemědělské i městské společnosti starověku, kde se zpočátku dědilo výhradně v přímé linii otce. Patrilineární byly rovněž středověké společnosti. V těch současných to v určité míře přetrvává, ačkoliv dědictví, jakož i vztahy v nich již nepředstavují tak významnou roli.